# Долголовы
Долголовы — русский дворянский род.
Предок их, Тарас Васильевич Долголовый, войсковой товарищ полтавского полка, пожалован поместьями в 1672 году. Род Долголовых внесён во II и VI части Дворянской родословной книги Полтавской губернии.